# Evangeličanska kapela, Poznanovci
Evangeličanska kapela je v kraju Poznanovci v cerkveni občini Bodonci in v občini Puconci. 
Evangeličani iz naselja Poznanovci, ki spadajo v bodonsko cerkevno občino, so si svojo kapelo ob pokopališču preuredili tako, da jim služi za bogoslužni prostor. 
Blagoslovljena in predana namenu je bila 3. julija 1988. Od takrat naprej je vsako zadnjo nedeljo v mesecu ob 14.00 v njej božja služba. 
Obletnica blagoslovitve kapele je tradicionalna zadnja nedelja v mesecu juniju.